# Nickelback (American Football)

Der dritte Cornerback (zweiter "CB" von links) spielt für einen vierten Defensive Lineman oder Linebacker

Nickelback ist eine Spielerposition im American Football.
Als Nickelback wird ein dritter Cornerback bezeichnet, der in bestimmten Defense-Formationen zusätzlich zu den üblichen vier Defensive-Backfield-Spielern (zwei Cornerbacks und zwei Safeties) auf das Feld kommt. Diese Formationen werden eingenommen, wenn die gegnerische Offense mit einem Spielzug eine lange Distanz überbrücken muss und deshalb ein Passspielzug zu erwarten ist. 
Der Begriff Nickel leitet sich dabei aus dem Umstand ab, dass der Spieler der fünfte Defensive-Back auf dem Feld ist und in Kanada bzw. den USA das 5-Cent-Stück umgangssprachlich als Nickel bezeichnet wird.
Die Position des Nickelbacks ist keine Starterposition, da sie in den defensiven Grundformationen nicht vorkommt. Deshalb sind es üblicherweise Cornerbacks oder Safeties, die diese Position besetzen.